# Universidad Linneo
La Universidad Linneo (sueco: Linnéuniversitetet) es una universidad sueca creada el 1 de enero de 2010 como una fusión entre la Universidad de Växjö y el Colegio de Kalmar. La universidad es pública, y tiene sus ubicaciones en Växjö y en Kalmar.
La universidad lleva el nombre de Carlos Linneo, y tiene alrededor de 15 000 estudiantes.

## Historia

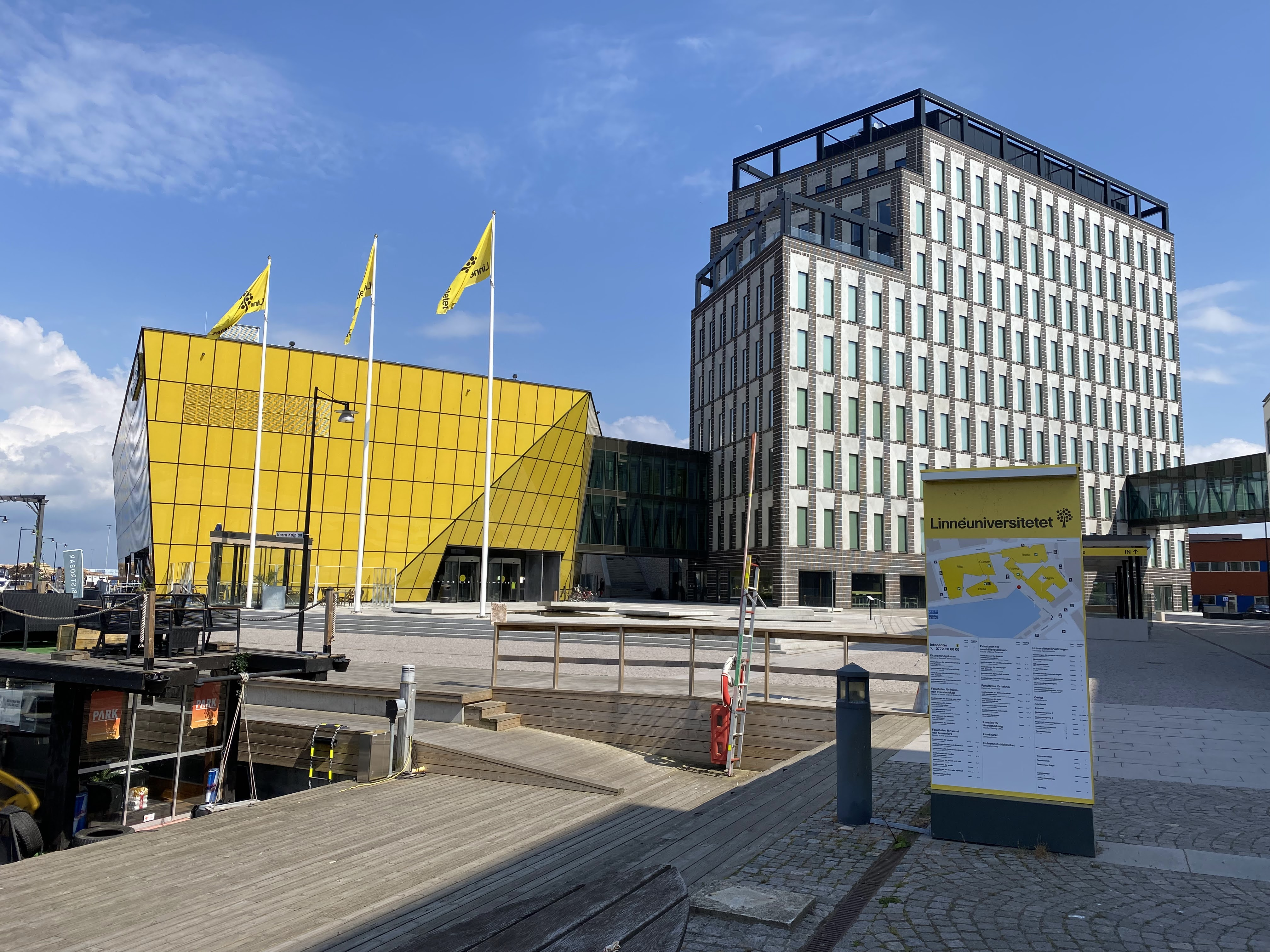
El campus en Kalmar

La Universidad de Växjö era en el inicio un departamento local en Växjö de la Universidad de Lund, fundido en 1967. En 1977 el departamento en Växjö obtuvo el estatus de un instituto de educación superior independiente, y en 1999 el instituto obtuvo el derecho de llamarse universidad después de un decisión del Gobierno sueco.

El Colegio de Kalmar era un instituto fundado en 1977. Desde 1999 ese instituto tiene el derecho de expedir títulos doctorados el área académica de ciencias naturales.

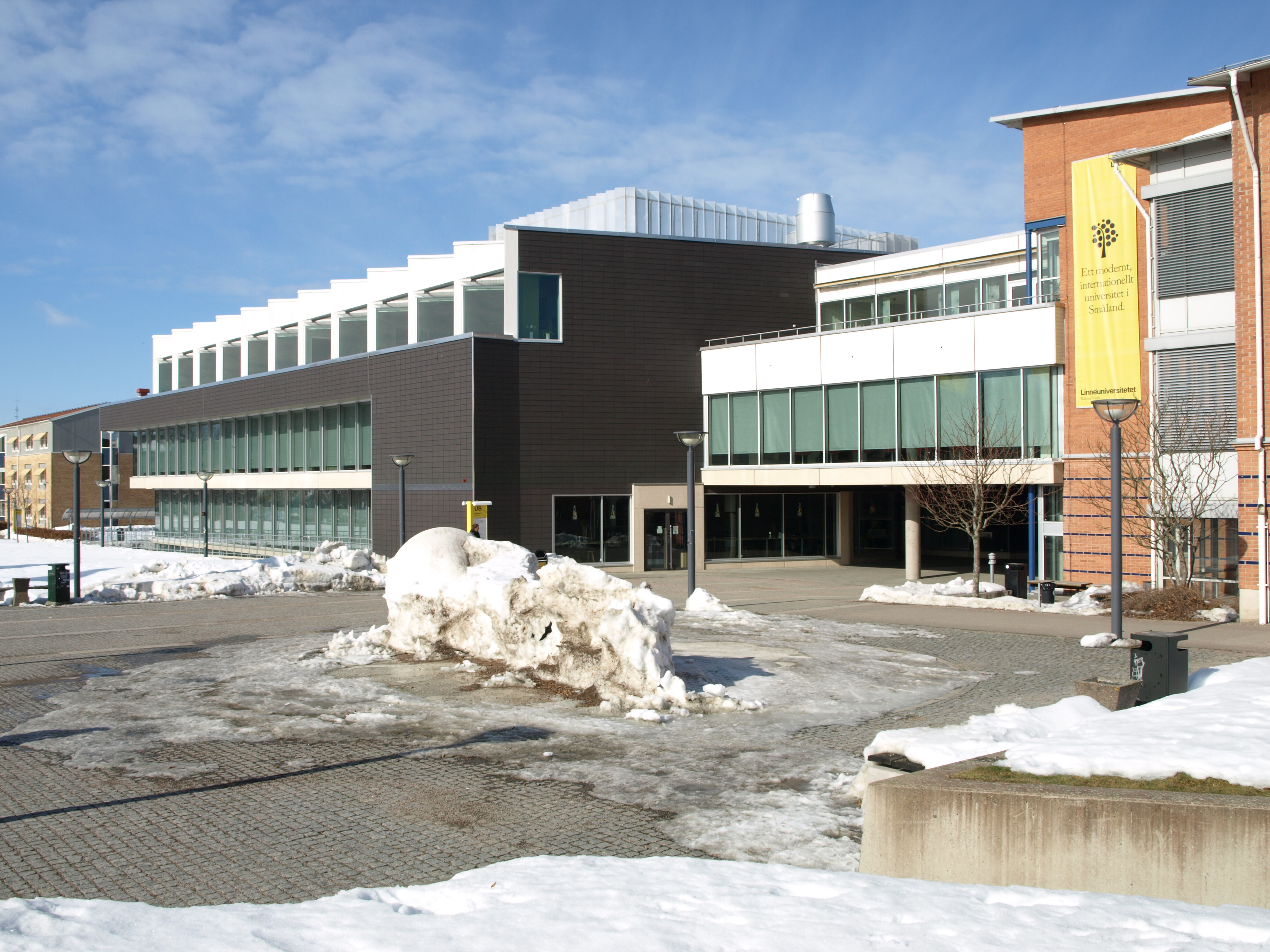
La Biblioteca Universitaria en Växjö

## El símbolo
El símbolo es un árbol estilizado. Su origen es un dibujo que Linneo sacado de su "Örtabok". Mientras que se dicen que el árbol es un símbolo para el mes de mayo, también se representa el poder del crecimiento. Por eso simboliza la ambición de la Universidad Linneo a ser una universidad global con la región en su base y el mundo en su campo.

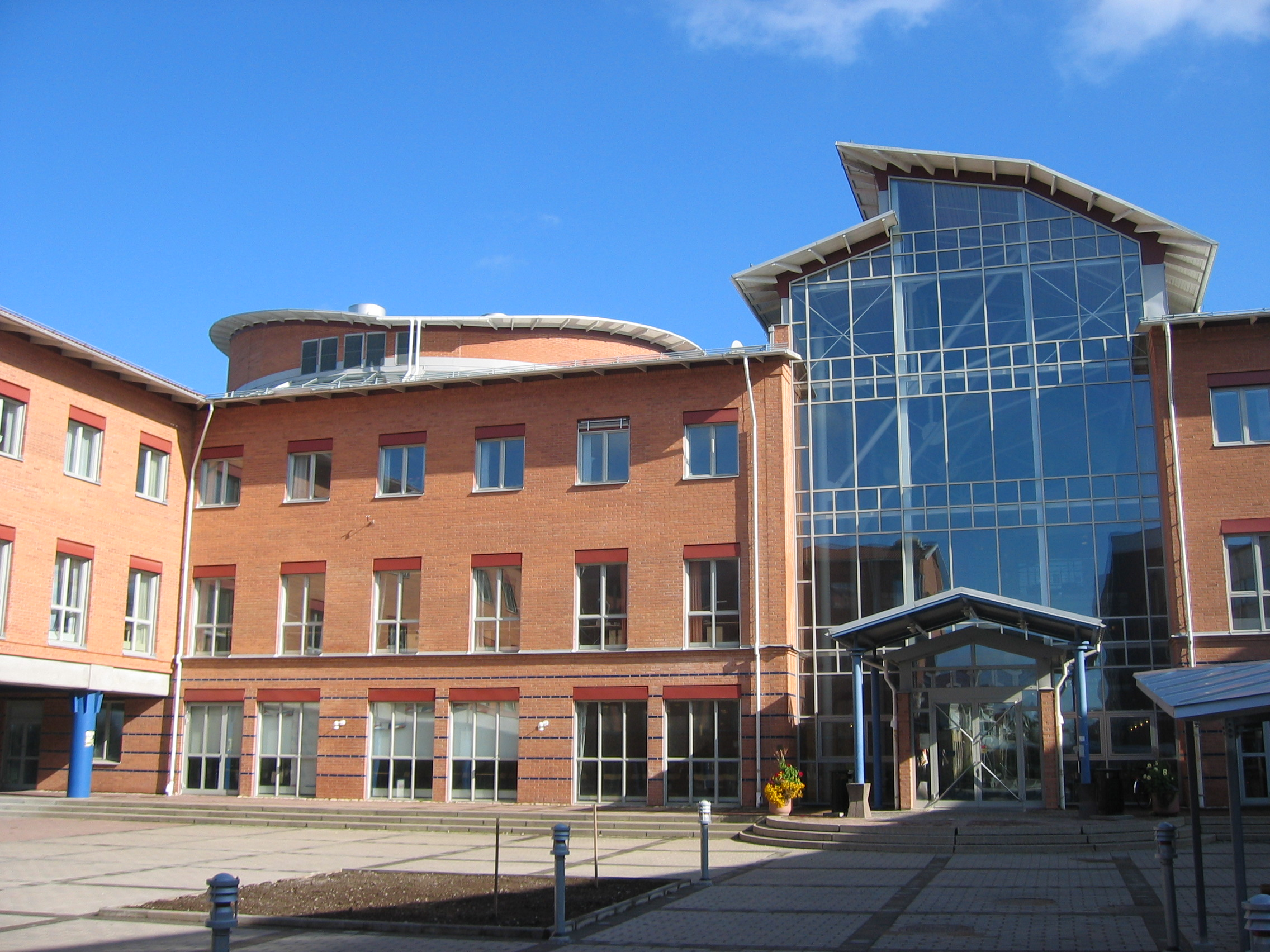
El campus en Växjö

## Facultades y escuelas

### Facultades
- Facultad de Salud, Trabajo Social y Ciencias del Comportamiento.
- Facultad de Humanidades y Ciencias Sociales.
- Facultad de Ciencias Empresariales, Economía y Diseño.
- Facultad de Ciencias e Ingeniería.
- Junta de Ciencias de la Educación.

### Escuelas
- Escuela de Ciencias de la Salud y el Cuidado.
- Escuela Universitaria de Magisterio, Psicología y Ciencias del Deporte.
- Escuela de Trabajo Social.
- Escuela de Lengua y Literatura.
- Escuela de Ciencias de la Cultura.
- Escuela de Ciencias Sociales.
- Escuela de Ciencias Económicas y Empresariales.
- Escuela de Diseño.
- Escuela de Ciencias Naturales.
- Escuela de Ingeniería.
- Academia Marítima.
- Escuela de Ciencias de la Computación, Física y Matemáticas.

### Otros institutos
- Escuela de Educación.
- Instituto de Educación de la Policía.
- Instituto de Educación de más de Periodistas.

### Otros departamentos
- Departamento de Comunicación.
- Departamento de Edificios y Servicios.
- Departamento de contactos externos.
- Departamento de Planificación.
- Departamento de Asuntos Estudiantiles.
- Oficina de las Facultades.
- Departamento de Finanzas.
- Oficina de Relaciones Internacionales.
- Departamento de TI.
- Oficina de Formación del Profesorado y Ciencias de la Educación.
- Departamento de Personal.
- Oficina del Rector.
- Biblioteca de la Universidad.

## La Universidad Linneo en números
- 34 000 estudiantes
- 15 000 estudiantes al tiempo completo
- 2000 empleados
- 138 de formación
- 100 individuos, incluyendo 67 temas del examen
- 1500 millones de dólares en ventas de los cuales 350 millones de investigación

## Campus
La universidad tiene dos campus, uno en Växjö y uno en Kalmar.